# 대한항공 086편 회항 사건
대한항공 086편 회항 사건(大韓航空 086便 回航 事件, 영어: nut rage incident, nutgate, nut return)은 2014년 12월 5일 존 F. 케네디 국제공항을 출발하여 인천국제공항으로 향하던 대한항공 여객기 내에서, 대한항공 조현아 당시 부사장이 객실승무원 박창진의 마카다미아 제공 서비스를 문제삼아 항공기를 램프 유턴 시킨 뒤 사무장을 강제로 내리게 할 것을 요구하고, 기장이 이에 따름으로써 항공편이 46분이나 지연된 사건이다. 대한항공 이륙 지연 사건, 땅콩 리턴, 땅콩 유턴, 땅콩 회항, 땅콩 갑질 사건 등으로 불린다.
이 사건에 대해 '사상 초유의 갑질'이라는 비판이 있었다. 영국 일간지《가디언》은 '"땅콩(미친) 분노(nuts-rage)"로 조사를 받게 된 대한항공 임원'이란 제목의 기사로 상황을 전했다. 《월스트리트저널》도 한국발로 조 부사장 사태를 보도하면서 "조 부사장의 행동은 대한민국 항공법에 따라 최대 징역 10년형에 처해질 수도 있다"고 설명했다.

## 배경

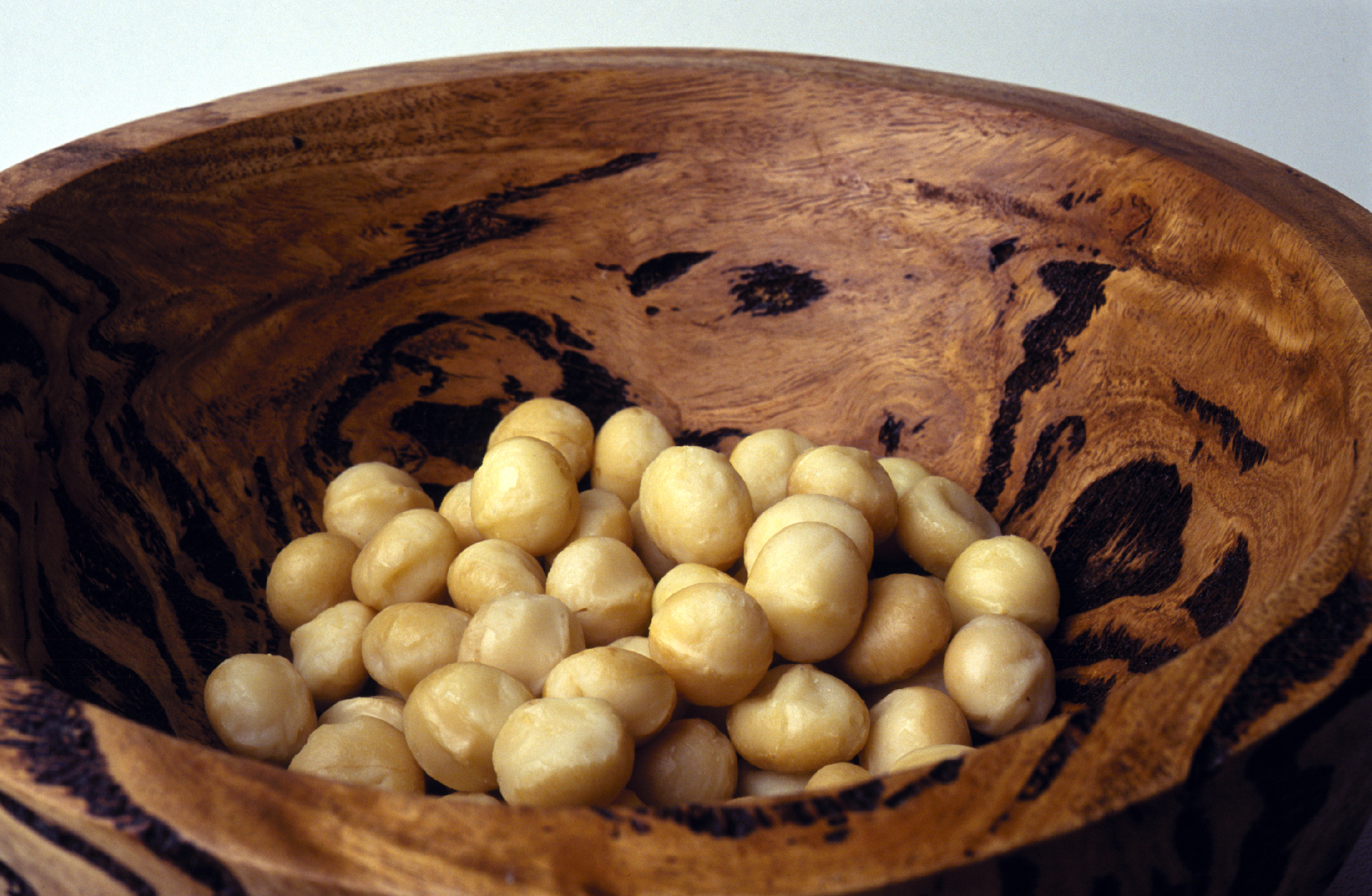
그릇에 담긴 마카다미아

### 초기 사건과 공식 보고
2014년 12월 5일, 대한항공 086편은 뉴욕 존 F. 케네디 국제공항에서 한국으로 향할 예정이었다. 이륙하기 전에 대한항공 객실본부장이었던 조현아 부사장이 접시 위가 아닌 뜯어지지 않은 봉지 속에 있는 마카다미아를 객실승무원으로부터 받았다. 대한항공은 마카다미아가 나무 견과 알레르기를 일으킬 위험 때문에 봉지째로 전달한 뒤 고객이 뜯어먹도록 규정하고 있었다.
이에 마카다미아 서비스 규정을 잘 알지 못했던 조현아는 마카다미아 서비스를 빌미로 객실승무원을 심하게 질책하였고 사무장 박창진은 사태를 수습하기 위해 조 전 부사장에게 규정을 설명하였으나 조현아의 명령으로 사무장은 그녀 앞에 무릎을 꿇고 용서를 애걸하도록 강요받았다고 전해진다. 조현아는 반복해서 그의 손마디를 객실서비스 매뉴얼 모서리로 때리며 모든 책임을 사무장에게 전가하였으며 분에 못이겨 사무장에게 게이트로 다시 돌아가도록 기장에게 전달하라고 강요하였다. 사무장은 기장에게 기내 서비스 문제로 인해 게이트로 돌아가야 한다고 보고하였고 조현아의 난동을 인지하지 못한 기장은 단순 기내 서비스 문제로 인지하고 게이트로 리턴한 사건이다. 사건 초기에, 전해진 바에 의하면 사무장과 관련 승무원들은 회사의 압박 및 회유에 의해 회사가 원하는 대로 진술할 것을 강요받았다. 또한 회사의 악의적인 거짓진술 강요를 용납하지 못한 사무장이 방송사 및 언론매체에 사건의 전모를 공개함으로써 사건 은폐 및 축소를 모의하였던 대한항공 임원과 국토부 조사관의 증거조작이 크게 물의를 일으켰다. 이 사항을 인지한 검찰이 해당자를 조사하여 거짓 진술을 모의하고 참가한 상무를 포함 여러명을 기소하고 그 중에 국토부 조사관 1명과 조현아 전 부사장은 실형을 선고 받고 항소하여 집행유예를 받은 사건이다.

## 대한항공의 대처
2014년 12월 8일 이 문제로 조현아는 대한항공 기내 서비스, 호텔사업 부문 총괄부사장에서 물러났지만, 부사장 직함은 유지했다. 다시 문제가 되자 12월 10일 조현아는 부사장직에서도 물러났다. 더불어 조현아의 부친인 조양호 한진그룹 회장 또한 기자회견을 열어 사과문을 발표했다. 마카다미아를 제공하는 대신에 다른 견과류를 제공하기로 했다.
대한항공 김도희 승무원과 박창진 사무장은 뉴욕 JFK 공항을 관할하는 법원에 손해배상을 냈지만 불편한 법정의 원칙으로 각하되었다. 이후 대한민국 법원에서 조현아와 대한항공에 대한 손해배상 소송이 각각 진행되었다.

## 논란

### 검열 논란
조현아 전 부사장이 사태와 관련 사원들의 카카오톡을 검열한 사실과 거짓 해명을 한 사실이 드러나 논란이 되었다.

### 은폐 논란
사건 당시 조현아의 앞자리에 타고 있던 한 여성 승객은 대한항공 측에서 사과 차원에서 모형 비행기와 달력을 보내준다고 했다고 주장하며 대한항공의 대처방식에 비난을 표한 바 있다. 이 사건과 관련한 수사를 위해 국토교통부에서는 대한항공 측에 당시 탑승객 명단을 요구했으나 대한항공 측에서 이를 거부하기도 하였다.

### 항로 변경죄 쟁점
2014년 12월 30일, 검찰의 구속 기소 당시, 처벌 사항 중 가장 큰 죄로 다루고 있는 항공보안법 제42조 항공기항로변경죄 성립에 대한 논란이 일어났다. 조현아 변호인 측은 일반적으로 항로는 고도 200m 이상의 관제구역이며, 해당 비행기는 토잉카에 의해 지상로에서 17m~20m가량을 후진한 뒤 제자리로 돌아왔을 뿐 검찰의 주장은 죄형법정주의에 어긋난다고 주장하였다. 또한, 12월 20일 대한항공 측이 CCTV 영상을 공개하며 항로변경이 아니다라고 주장하였다. 이에 21일 '박재홍의 뉴스쇼'에 출연한 한 항공 전문가는 이미 문을 닫았기 때문에 항로 변경으로 해석할 수 있다고 반박하였다.
또한 변호인 측의 논리에 반박하여 2015년 1월 21일, 대한항공 조종사 노조 홈페이지에서 조종사들이 반발하는 글을 올렸다. 그러나 홍석진 교수등의 일부 전문가들은 항로에 대한 명확한 기준이 없으며, 램프 리턴을 하였으나 목적지를 무단으로 바꾸거나 관제소의 허락 없이 항로를 변경한 행동은 하지 않았다는 점에서 죄가 성립할 수 없다고 밝혔다.
결국 2월 13일 조현아에게 항공보안법 위반으로 징역 1년이 선고되었다. 조현아는 국내에서 처음으로 항공보안법 42조 '항로변경죄'로 처벌받는 첫 사례가 됐다. 또한, '땅콩 회항' 사건에 대한 국토교통부 조사를 방해한 혐의(위계에의한 공무집행방해)로 대한항공 여모 상무에게 징역 8개월이, 국토교통부 조사관 김모씨에게는 징역 6개월, 집행유예 1년이 선고됐다.

## 재판
2015년 1월 12일, 대한민국 국회의 한 의원이 처음으로 조현아의 기소로부터 항공사의 매뉴얼에 따라 마카다미아 땅콩이 봉지 째로 적절하게 제공됐음을 보여주는 서류를 발표했다. 게다가, 조현아는 나중에 이것을 인지하였으나 본인이 매뉴얼을 제대로 알지 못했다는 것이 드러나자 분을 이기지 못하고 현장에 있던 사무장과 해당 승무원들을 질책하였다.
재판은 1월 19일 서울서부지방법원에서 시작되었고, 피고는 모든 책임을 부정했다. 조현아의 아버지인 조양호 한진그룹 회장은 법정에 출석하여 해당 사무장이 회사에서 불리함 없이 일할 수 있게 하겠다고 재판장에게 진술하였다. 법원 소환에도 불구하고, 사무장은 법정에 나타나지 않았다. 땅콩을 대접했던 승무원은 법정에 출석했고 조현아가 그녀를 밀치고 무릎꿇게 했다고 증언했다. 그녀는 또한 조현아측으로부터 대한항공 계열 대학에서 교직 자리를 제안받았다고 말했다.
2015년 2월 12일, 조현아는 항공 안전을 위반한 혐의로 1년 징역형을 선고받았다. 그러나 같은 해 5월 22일, 항소심에서 항로변경죄가 인정되지 않아 징역 10월에 집행 유예 2년을 선고받아 석방되었다. 2017년 12월 21일, 대법원 상고심 역시 항소심과 마찬가지로 징역 10월에 집행유예 2년을 확정하였다.
2017년 12월 21일, 조현아는 재판에서 '항로변경죄'에 대하여 무죄 확정판결을 받았다.

## 여파

### 대한항공의 여파
대한항공은 경복궁 옆 여학교 밀집 지역인 송현동에서 7성급 호텔을 건설할 계획을 가지고 있었다. 박근혜 정부는 관광진흥법 개정을 통해 규제를 폐지하고 호텔 건설을 허가할 방침이었으나, 이 사건으로 인해 대한항공과 관련된 법안을 처리하기 어렵게 되었다. 송현동 호텔건립반대 시민모임은 12월 11일 보도자료를 내고 관광진흥법 개정안을 즉각 철회할 것을 주장하고, 대한항공에 대해 호텔 건립을 중단할 것을 요구했다. 새누리당 고위 당직자는 이런 분위기에서 법안 처리는 어렵다는 의견을 내었다. 종로구 국회의원인 새정치민주연합의 정세균 상임고문은 "저를 비롯해 종로 주민들의 극심한 반대에도 불구하고 정부가 법까지 바꿔가면서 대한항공이 경복궁 앞에 호텔을 건립할 수 있도록 길을 터줬는데, ‘땅콩리턴’ 때문에 무산될 위기에 처했다"고 말했다. 호텔 설립이 무산될 경우, 조현아 부사장은 본인이 맡고 있는 호텔 사업 부분에 큰 손해를 입게 된다.
2014년 12월 17일 국토교통부는 중간 수사결과를 발표하면서 대한항공의 뉴욕 존 F. 케네디 국제공항과 서울 인천국제공항을 연결하는 노선의 3주간의 취항금지 조치와 14억 4천만 원의 벌금을 고려하고 있다고 밝혔다.

### 마카다미아 판매량 증가와 패러디
이 사건으로 대한민국의 마카다미아 일 평균 판매량이 2.5배 급증했다. 또한 인터넷 쇼핑몰의 땅콩 광고에는 "둘이 먹다 하나 내려도 모를 맛"이라고 패러디하였다.
아이돌 그룹 비투비가 음악방송에서 팬들에게 땅콩을 봉지째 역조공하여 화제가 된 바 있다.
또한 유튜브에서 땅콩 항공이라는 제목으로 광고를 패러디하였고, 대한항공 부사장 전용의 땅콩봉투로 합성된 땅콩봉투와 컵사진이 나오기도 했다. 12월 14일에는 KBS2 개그콘서트의 코너 도찐개찐에서 이 사건과 언급한 풍자를 일으켰다.
가수 강균성이 조현아의 표정을 따라한것도 화제가 되었으며 일부 웹사이트에서는 땅콩여왕이라고 패러디하기도 한다. 또한 항공사의 회장은 당시 한국에서 크게 히트를 친 해태의 허니버터칩을 봉지채 제공하겠다고 비꼬아서 화제가 되었다.

### 박창진의 정계 진출
이후 피해자 박창진은 정의당에 입당해 노동운동을 하고 있다.

## 같이 보기
- 갑질